# Кветта (округ)
Кветта (урду ضلع کوئٹہ‎, англ. Quetta District, пушту د کوټه ولسوالۍ‎) — один из 30 округов пакистанской провинции Белуджистан.

## История
До 2000 года округ входил в состав области Кветта.

## Административно-территориальное деление
Округ делится на два техсила — Кветту и Панджпай.

## Население
В округе проживают белуджи и пуштуны. Эти две нации объединяет общая религия — ислам. Говорят они на языке белуджи и пушту (оба языка индоиранской ветви индоевропейской языковой семьи). Жители округа заняты кочевым скотоводством и сельским хозяйством (выращивают пшеницу, ячмень, просо, кукурузу и картофель)

## Природные ресурсы
Округ богат на природные ресурсы. Есть уголь, природный газ, хром и другие полезные ископаемые.